# 화학발광

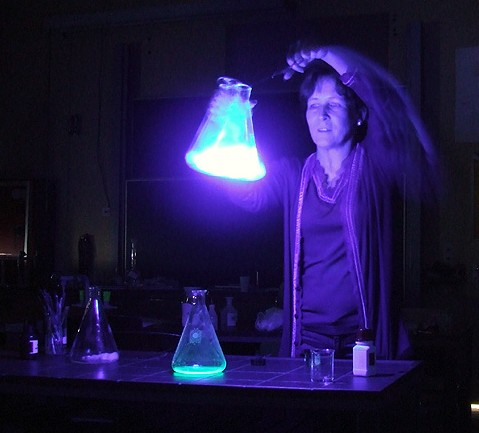
삼각 플라스크에서의 화학발광 반응

화학발광(化學發光, 영어: chemiluminescence)은 화학 반응의 결과로 빛이 방출되는 것(발광)이다. 즉, 화학 반응으로 인해 빛이 번쩍이거나 빛난다. 실험실 환경에서 화학발광의 표준 예는 루미놀 시험이다. 여기서 혈액은 헤모글로빈의 철분과 접촉하면 발광하는 것으로 나타난다. 살아있는 유기체에서 화학발광이 일어나는 현상을 생물발광이라고 한다. 형광봉은 화학발광으로 빛을 낸다.

## 물리적 설명
많은 화학 반응에서와 마찬가지로 화학발광은 A와 B라는 두 화합물을 결합하여 생성물 C를 생성하는 것으로 시작된다. 대부분의 화학 반응과 달리 생성물 C는 전자적으로 들뜬 상태에서 생성되는 추가 생성물로 전환된다.(별표):
A + B  →  C
C →  D*
그런 다음 D*는 광자(hν)를 방출하여 D의 바닥 상태를 제공한다.
D*  →  D  +  hν

## 같이 보기
- 전기화학발광
- 광원 목록
- 윌오더위스프
- 생물발광